# Романи (Підляське воєводство)
Романи (пол. Romany) — село в Польщі, у гміні Стависьки Кольненського повіту Підляського воєводства.
Населення — 159 осіб (2011).
У 1975-1998 роках село належало до Ломжинського воєводства.

## Демографія
Демографічна структура станом на 31 березня 2011 року:
|          | Загалом | Допрацездатний вік | Працездатний вік | Постпрацездатний вік |
| -------- | ------- | ------------------ | ---------------- | -------------------- |
| Чоловіки | 73      | 14                 | 46               | 13                   |
| Жінки    | 86      | 20                 | 43               | 23                   |
| Разом    | 159     | 34                 | 89               | 36                   |